# تا احساس زنده‌بودن کنم
تا احساس زنده‌بودن کنم (به انگلیسی: To Feel Alive) دومین آلبوم چندآهنگه از خوانندهٔ آمریکایی کالی اوچیس می‌باشد که در ۲۴ آوریل سال ۲۰۲۰ از سوی ویرجین ئی‌ام‌آی رکوردز و اینترسکوپ رکوردز منتشر گردید. این اولین آلبوم چندآهنگهٔ اوچیس می‌باشد که به‌دنبال پور ویدا (۲۰۱۵) آمده و به‌طور کلی اولین انتشار وی به‌دنبال انزوا (۲۰۱۸) است. اوچیس که در انتشار دومین آلبوم استودیویی خود مشکل داشت،‌‌ ترانه‌های ئی‌پی را در خانه ضبط کرد و آن موقع به‌دلیل دنیاگیری کووید-۱۹ خود را قرنطینه کرده بود.